# Tetsuaki Inoue
Tetsuaki Inoue (jap. 井上 哲章, Inoue Tetsuaki; * 15. Februar 1963) ist ein japanischer Badmintonspieler.

## Karriere
Tetsuaki Inoue wurde 1984 nationaler Meister in Japan, wobei er im Herrendoppel mit Shōkichi Miyamori erfolgreich war. Weitere Medaillen gewann er 1983, 1985, 1986 und 1987. 1986 erkämpfte er sich Gold im Einzel bei den Erwachsenenmeisterschaften. 

## Sportliche Erfolge
| Saison | Veranstaltung                   | Disziplin    | Platz | Name                               |
| ------ | ------------------------------- | ------------ | ----- | ---------------------------------- |
| 1984   | Japan: Einzelmeisterschaften    | Herrendoppel | 1     | Shōkichi Miyamori / Tetsuaki Inoue |
| 1986   | Japan: Erwachsenenmeisterschaft | Herreneinzel | 1     | Tetsuaki Inoue                     |